# Microplinthus parbatensis
Microplinthus parbatensis – gatunek chrząszcza z rodziny ryjkowcowatych i podrodziny Molytinae.
Gatunek ten opisany został w 2004 roku przez Massimo Meregalliego na podstawie pojedynczego samca, odłowionego w 1983 roku. Zajmuje on prawdopodobnie bazalną pozycję względem rodzaju, a być może względem kladu obejmującego ten rodzaj i siostrzany Falsanchonus. W drugim przypadku może on wymagać wydzielenia w osobny rodzaj lub przeniesienia do rodzaju Microniphades.
Chrząszcz o ciele długości 4,14 mm (bez ryjka), ubarwionym ciemnoczerwono do brązowego. Oskórek pomarszczony. Ryjek krótszy od przedplecza i najszerszy u podstawy. Długość i szerokość przedplecza zbliżone, a jego wierzch bardzo gęsto punktowany. Pokrywy jajowato-eliptyczne, o między rzędach i rzędach podobnej szerokości. Nieparzyste międzyrzędy silniej wypukłe, opatrzone serią błyszczących ziarenek, z których wyrastają wzniesione szczecinki. Cechą wyróżaniającą ten gatunek na tle innych przedstawicieli rodzaju jest wyraźny, mały ząbek ulokwany na wewnętrznej stronie pazurków.
Ryjkowiec znany tylko z przełęczy Ghorapani w nepalskim dystrykcie Parbat, z wysokości 2700 m n.p.m..